# Kaela Davis
Kaela Davis (ur. 15 marca 1995 w Indianapolis) – amerykańska koszykarka, występująca na pozycjach rzucającej lub niskiej skrzydłowej.
Jej ojcem jest uczestnik meczu gwiazd NBA (2001) – Antonio Davis.
24 sierpnia 2020 dołączyła do Atlanty Dream. 9 maja 2021 opuściła klub.

## Osiągnięcia
Stan na 21 maja 2021, na podstawie, o ile nie zaznaczono inaczej.

### NCAA
- Mistrzyni:
  - NCAA (2017)
  - turnieju konferencji Southeastern (SEC – 2017)
  - sezonu regularnego SEC (2017)
- Uczestniczka rozgrywek turnieju NCAA (2014, 2017)
- Most Outstanding Player (MOP=MVP) turnieju:
  - SEC (2017)
  - regionu Stockton NCAA (2017)
- Zaliczona do:
  - I składu:
    - ACC (2015)
    - najlepszych zawodniczek pierwszorocznych ACC (2014)
    - SEC (2017)
    - SEC Winter Academic Honor Roll (2017)
    - CoSIDA Academic All-District (2017)

  - II składu ACC (2014)
- Liderka strzelczyń ACC ()

### WNBA
- Zaliczona do I składu debiutantek WNBA (2017)

### Inne
Drużynowe
- Mistrzyni EuroCup (2018)

### Reprezentacja
- Mistrzyni:
  - świata:
    - U–17 (2012)
    - 3x3 U–18 (2012)

  - Ameryki U–16 (2011)